# Shenik
Shenik (en arménien Շենիկ) est une communauté rurale du marz d'Armavir, en Arménie. Elle compte 1 052 habitants en 2009.